# اکسپو ۲۰۱۵
اکسپو ۲۰۱۵ (انگلیسی):(Expo 2015)، مجموعه‌ی نمایشگاه‌های است که ۱ مه تا ۳۱ اکتبر۲۰۱۵ (۱۱ اردیبهشت تا ۹ آبان ۱۳۹۴) در شهر میلان ایتالیا و پس از اکسپو سال ۲۰۱۲ کره جنوبی برگزار می‌گردد. این دومین بار است که میلان میزبان مجموعه نمایشگاهی اکسپو می‌گردد.